# Стад Гастон Жерар
Стад Гастон Жерар (фр. Stade Gaston-Gérard) — многофункциональный стадион в Дижоне, построенный в 1934 году и торжественно открыт 19 мая. Это домашня арена футбольного клуба Дижон.

## История
Стадион, в присутствии президента Франции Альбера Лебрена, был торжественно открыт 19 мая 1934 года и получил название Спортивный парк. Своё современное название арена получила в 1969 году и связана и именем первого министра туризма Франции Гастона Жерара. Этот человек также известен своим кулинарным изобретением блюда из птицы Poulet Gaston Gérard.
В 1974 году здесь на стадионе была установлена система прожекторов. В 1990 году были обновлены пресс-киоск и прожекторы, построены боксы. Объект был разработан для занятий различными видами спорта, такими как футбол, регби, лёгкая атлетика и велоспорт. 13 июня 1992 года легкоатлет Сергей Бубка на этой спортивной арене установил новый мировой рекорд в прыжках с шестом — 6,11 метра.
26 сентября 2007 года началась первая реконструкция стадиона. Северная трибуна была открыта 29 мая 2009 года, в результате чего её вместимость увеличилась до 10 902 человека. После завершения строительства южной трибуны и её открытия 29 октября 2010 года общая вместимость стадиона составила 15 000 мест.
После первого участия футбольного клуба Дижон в Лиге 1 в 2011 году основная и контрольная трибуны должны были быть отстроены заново, и после завершения строительства на них должно быть 22 000 зрительских мест.
Учебный центр Дижон был открыт 17 января 2014 года в присутствии представителей Большого Дижона и Регионального совета Бургундии. В первом сезоне были отобраны 22 молодых игрока со всей Франции. Этот новый центр знаменует собой важный шаг в развитии футбола в Дижоне.
Летом 2015 года снос восточной трибуны ознаменовал начало нового этапа реконструкции и преобразования бывшего легкоатлетического стадиона в футбольную арену. С момента строительства новой восточной трибуны в 2017 году у стадиона «Гастон Жерар» теперь имеются четыре трибуны прилегающие к краю поля, общая вместимость арены составила 15 459 мест.
При стадионе был открыт 16 сентября 2017 года отель Tribune Caisse d’Epargne Bourgogne Franche-Comté, который предлагает 4849 мест, 20 лож, большие помещения для приёма гостей, новый бутик и административные помещения, а также помещения для стюардов и сотрудников стойки регистрации.

## События
- 19 мая 1934 года — торжественное открытие спортивного парка.
- 5 марта 1961 года — рекордная посещаемость — 15 869 мест из 16 099 мест во время матча Реймс — Алес.
- 1969 — после смерти Гастона Жерара стадион стал носить его имя.
- 1974 — произведена установка освещения.
- 4 июня 1980 года — состоялся Концерт Боба Марли.
- 1990 — начало строительства боксов на западной трибуне.
- 13 июня 1992 года — Сергей Бубка побил свой 30-й мировой рекорд в прыжках с шестом на соревнованиях в Дижоне с результатом 6,11 м.
- 26 сентября 2007 года — начало ремонтных работ на стадионе.
- 22 апреля 2009 года — женская сборная Франции по футболу приезжает в Парк спорта, чтобы провести товарищеский матч перед чемпионатом Европы по футболу среди женщин 2009 года со сборной Швейцарии, в котором она побеждает со счётом 2:0.
- 29 мая 2009 года — торжественное открытие Северной трибуны (Суэц) в последний день чемпионата Лиги 2.
- 29 октября 2010 года — торжественное открытие южной трибуны.
- 7 августа 2011 года — первый домашний матч Дижона в Лиге 1 против «Ренн» (поражение 1-5).
- 16 октября 2018 года — сборная Франции по футболу впервые сыграла на этом стадионе в рамках подготовки к отборочным матчам на Евро-2019 против Словении (ничья 1-1).